# كاتيا أبريو
كاتيا أبريو (من مواليد 2 فبراير 1962) سياسية برازيلية. كانت تشغل منصب عضو مجلس الشيوخ عن توكانتينز منذ عام 2007. كانت عضوة في الكونجرس انتخبت من قبل ولاية توكانتينز من 2003 إلى 2007. وهي عضوة في بروجريسستاس منذ مغادرتها حزب العمل الديمقراطي في مارس 2020.
في 23 ديسمبر 2014 عينت الرئيسة ديلما روسيف أبرو وزيراً للزراعة للعمل خلال الولاية الثانية للرئيسة وسط خلافات بين دعاة حماية البيئة، بما في ذلك مجموعة غرينبيس. تولت أبريو منصبها في 1 يناير 2015 خلال حفل تنصيب روسيف الثاني. أُقيلت أبرو في 12 مايو 2016 بعد أن أوقف مجلس الشيوخ الرئيس روسيف وأدى نائب الرئيس ميشال تامر اليمين كرئيس بالنيابة، ليحل محلها بلييرو ماجي.
في 23 نوفمبر 2017 تم طردها من حزب الحركة الديمقراطية البرازيلية بسبب دعمها للمعارضة. في عام 2018 انضمت إلى حزب العمل الديمقراطي ودعمت سيرو جوميز في محاولته للرئاسة.